# Vagabundos (película)
Vagabundos es una película mexicana indie experimental de autor hablada en español de 2024, escrita, dirigida y protagonizada por Luis Javier Conde Díaz. Esta película cuenta con la participación especial de Tania Guadalupe Valencia Lara. Un film basado en la obra literaria del mismo nombre.

## Argumento
Mientras un matrimonio y su pequeña hija viajan en el auto familiar, la mamá prende la radio y sintoniza la esperada emisión especial del influyente programa “De grande quiero ser como tú”, de la prestigiada comunicadora y experta en temas de la infancia, “Andrea Huesca” (Tania G. Valencia Lara), quien tiene como invitado, al célebre especialista en personalidad infantil y activista de la crianza libre de violencia, “Jacinto Brugüermann” (Luis Javier Conde Díaz). Esposo de la también reconocida artista y nutrióloga “Mariel Benavente” (Tania G. Valencia Lara).
La transmisión se desarrolla en torno al testimonio que un vagabundo (Luis Javier Conde Díaz) ha compartido en un “Congreso Mundial de Padres de Familia y Educadores”, sobre el maltrato sufrido en su infancia.
El cual causó un gran revuelo y conmoción entre los asistentes y participantes de todo el orbe, quienes lo presenciaron a través de diversos medios y redes sociales.
Durante la entrevista radiofónica, la audiencia del programa no solo conoce quién es el vagabundo y todo lo que tuvo que pasar para llegar a dar su fuerte testimonio en tal magno evento, sino también, qué ha sido de este personaje.
No obstante, también es testigo del rompimiento de diversos paradigmas sobre la parentalidad, la crianza y el maltrato infantil. Pero lo que no logra advertir, es que será inevitable enterarse de ciertos e inimaginables sucesos que salen a la luz de manera inesperada, relacionados con la vida de estas dos reconocidas personalidades que, aparentemente, lo único que tienen en común es su labor e interés por todo lo relacionado al bienestar de las infancias.

## Reparto
- Tania G. Valencia Lara como Mariel Benavente y Andrea Huesca.
- Luis Javier Conde Díaz como Omar Darío Torreblanca Fajardo “El Vagabundo” y Jacinto Brugüermann.

## Producción
Es una producción de "TuMOA Producciones", la película es un drama, basada en el argumento de Luis Javier Conde Díaz. Dirección del mismo autor, así como la fotografía, edición de Tania Guadalupe Valencia Lara, maquillaje por Tania Guadalupe Valencia Lara y Luis Javier Conde Díaz. El rodaje tuvo lugar en diversas locaciones de la ciudad de León, Guanajuato, México. La producción se realizó con un presupuesto limitado. Su rodaje inició en el año 2020 y terminó en el año 2022, y su producción finalizó a inicios del año 2024, mismo año de su estreno en la plataforma Nuestro Cine Mx del Instituto Mexicano de Cinematografía.

## Curiosidades
- Inspirada en la vida de mil millones de infantes que cada año sufren algún tipo de maltrato físico, sexual o psicológico por parte de sus cuidadores. De los cuales, 300 millones son menores de dos a cuatro años que a menudo sufren castigos violentos a mano de sus cuidadores.
- Incluye datos reales emanados de la aplicación del Programa escolar IPMEDIA (Inclusión de Padres y Madres de Familia en la Educación y Desarrollo Integral de los Alumnos) en escuelas de nivel básico en la Ciudad de México y en la Ciudad de León, Guanajuato, México, creado por Luis Javier Conde Díaz.[2]
- La artista (Mariel Benavente) es un personaje de la película. Sin embargo, los retratos expuestos en la película, en la vida real, fueron creados por la misma que representa ese personaje (Tania G. Valencia Lara).